# Helena Snoek

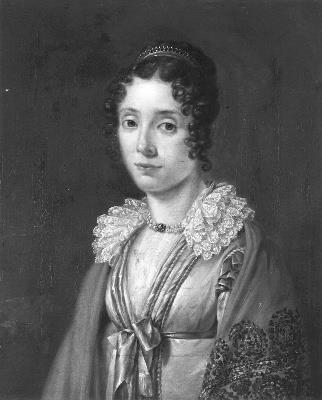
Helena Snoek

Helena Snoek (* 22. September 1764 in Rotterdam; † 31. Dezember 1807 in Amsterdam) war eine niederländische Schauspielerin.

## Leben
Helena Snoek wurde am 22. September 1764 in Rotterdam geboren. Sie war das älteste von fünf Kindern des Kapitäns Joannes Snoek aus Emden (gest. 1780) und der Ladenbesitzerin Helena de Ruijter aus Heusden (gest. 1808). Sie waren erst ein Jahr vor ihrer Geburt in Rotterdam aufgenommen worden. Zwar hatten die Eltern, Joannes Snoek segelte mit seinem Schiff nach Südfrankreich, keinen Kontakt zur Bühne, dennoch traten drei der Kinder als Schauspieler auf. Neben Helena noch ihr Bruder Andries und ihre Schwester Anna Maria. Ihr Vater starb im Mai 1780. Danach versorgte ihre Mutter als Ladenbesitzerin mit ihrem Spirituosenladen die Familie. Fünf Jahre später geriet Helena Snoek in einen Konflikt mit der Gesellschaft für Poesie, die ihr befahl, „sich von nicht näher bezeichneten Anschuldigungen freizusprechen“. Bei dem Konflikt soll es sich um ein heimlich geborenes und gestorbenes uneheliches Kind Helenas gehandelt haben. Dafür gab es jedoch außer einer Zeugenaussage keinen Beweis. Unter den Vorwürfen litt ihre Affäre nicht. Obwohl sie als Mitglied des Vereins suspendiert wurde, spielte sie weiterhin. Im Jahr 1789, dem Jahr, in dem ihre Mutter bankrottging, heiratete Helena Snoek am 22. Februar 1789 den Sänger Pieter Johannes Snoeck (1769–1848). So weit bekannt, blieb die Ehe kinderlos. Der Hobbyverein wandelte sich in eine Partnerschaft, die Theateraufführungen auf kommerzieller Basis organisierte und 1790 wurde Andries Snoek einer der Partner. Helena Snoek und ihr Mann wurden in dem Jahr für sechs Wintersaisons engagiert. Im Frühjahr 1792 beantragte sie die Auflösung ihres Vertrages, dem stattgegeben wurde. Andries Snoek hatte das Privileg, erhalten, am Rotterdamer Theater zu spielen, und hatte zu diesem Zweck eine Truppe professioneller Spieler zusammengestellt. Auch Helena Snoek und Pieter Snoeck hatten die Möglichkeit, professionelle Schauspieler zu werden. Die Theatertruppe wurde von Helena und Andries Snoek geleitet.
Anfang 1793 musste das Rotterdamer Theater wegen der Invasion der Franzosen schließen. Die Gruppe der Snoeks zog in die südlichen Niederlande, über Breda nach Gent und Brügge. Im März 1794 waren sie in Brüssel und Ende des Jahres erneut in Brügge. Im Februar 1795 kehrten sie nach Rotterdam zurück. Sie blieben nicht lange auf der Bühne in Rotterdam. In den folgenden Monaten spielte die Truppe mehrmals im Amsterdamer Verein „Utile et Amusant“, der „Theater und Poesie liebt“, und am 6. Mai 1795 fand in Rotterdam eine Benefizvorstellung für Helena statt.
Kurze Zeit später kündigten sie ihren Vertrag mit dem Rotterdamer Theater und reisten nach Amsterdam. Sie hatten an der Stadsschouwburg Amsterdam ein Engagement erhalten. Dort spielte Helena Snoek „treue und zärtliche Ehefrauen, sensible Mütter und sogar Geliebte“. Helena Snoek spielte Hauptrollen in Theaterstücken und Komödien sowie Nebenrollen in Tragödien. Manchmal ersetzte sie die gefeierte erste Schauspielerin Johanna Wattier, obwohl sie mit ihr nicht mithalten konnte. Bei den Sommerschließungen des Theaters reiste sie auf den Tourneen der Amsterdamer Schauspieler durch das Land mit. Sie erhielt 1806 ein Gehalt von 2600 Gulden plus Prämien. Noch erfolgreicher waren jedoch ihr Bruder Andries und ihre Schwester Anna Maria.
Helena Snoek starb im Alter von 43 Jahren am Silvesterabend 1807 und wurde fünf Tage später begraben. Der Theaterdichter und Kritiker Abraham Louis Barbaz, mit dem sie befreundet war, schrieb ein Trauergedicht und am 18. Januar 1808 fand im Theater eine „Beerdigungszeremonie“ mit gelegentlichem Stück des Schauspielers Caspar Vreedenberg statt, in dem die Tänzerin Polly de Heus als Tugend auftrat. Es gab passende Musik, eine Nachbildung des Grabes mit ihrem Namen in „durchsichtigen Buchstaben“ und verschiedene Vorträge. Ihr Mann heiratete ein Jahr später erneut die Theaterschauspielerin Maria Fortunate Grotta.